# Reviens, Garfield !
 (novembre 2017).
Si vous disposez d'ouvrages ou d'articles de référence ou si vous connaissez des sites web de qualité traitant du thème abordé ici, merci de compléter l'article en donnant les références utiles à sa vérifiabilité et en les liant à la section « Notes et références ».
Série
Garfield, champion du rire
(2008)
Pour plus de détails, voir Fiche technique et Distribution.
Reviens, Garfield ! ou Garfield 3D, ou Garfield dans la vraie vie au Québec (Garfield Gets Real), est un téléfilm américain d'animation réalisé par Mark A.Z. Dippé et Kyung Ho Lee, sorti directement en vidéo en 2007.
Il s'agit du troisième film basé sur la série de comics strip Garfield de Jim Davis, après Garfield, le film (2004) et Garfield 2 (2006), mais le premier de la trilogie de Dippé. Il est suivi par Garfield, champion du rire (2008) et Super Garfield (2009).

## Synopsis
Garfield est une vedette d'une bande dessinée. Alors qu'on est lundi (jour où il ne lui arrive que des malheurs), il est aspiré du monde de la bande dessinée au monde réel avec Odie. D'abord heureux, il sera vite malheureux car Arlène lui manque. Jon, Arlène et Nermal vont essayer de ramener Garfield et Odie dans leur monde original.

## Fiche technique
- Titre original : Garfield Gets Real
- Titre français : Reviens, Garfield ! ou Garfield 3D
- Titre québécois : Garfield dans la vraie vie
- Réalisation : Mark A.Z. Dippé et Kyung Ho Lee
- Scénario : Jim Davis, d'après les personnages de sa bande-dessinée Garfield
- Musique originale : Kenneth Burgomaster
- Montage : Rob Neal
- Producteur : John Davis, Daniel Chuba, Mark A.Z. Dippé, Young-ki Lee, Brian Manis, Ash R. Shah
  - Producteur délégué : Jim Davis
- Sociétés de production : Animation Picture Company, Davis Entertainment, Paws et Wonderworld Studios
- Distribution : 20th Century Fox
- Genre : animation
- Pays :  États-Unis
- Langues originales : anglais, flamand
- Dates de sortie[1] :

 États-Unis : 1er octobre 2007 (sortie limitée à la télévision)
 États-Unis : 20 novembre 2007 (sortie en vidéo)
 France : 2 avril 2008 (sortie en vidéo)

## Distribution
| Voix originales - Frank Welker : Garfield, Hardy, Keith, Prop Boy, Two Headed Guy, Goth Boy - Wally Wingert : Jon Arbuckle, Mike - Gregg Berger : Odie, Shecky, Hale - Jennifer Darling : Bonita, Bobby, Rusty, la mère - Pat Fraley : Sid, Deliverly Gnome - Jason Marsden : Nermal - Neil Ross : Wally, Charles - Audrey Wasilewski : Arlene, Zelda, Betty, Ashley - Stephen Stanton : Randy Rabbit, le père - Greg Eagles : Eli - Fred Tatasciore : Billy Bear, Waldo, Eric - Harold Perrineau : le mari | Voix françaises - Michel Dodane : Garfield - Alexis Victor : Jon Arbuckle - Marc Saez : Nermal - Dorothée Pousséo : Arlène - Gérard Surugue : Randy - Patrick Osmond : Charles - Bruno Magne : Billy - Jean-Loup Horwitz : Walter - Jean-Jacques Nervest : Ellie - Patrice Dozier : Shecky - Patricia Legrand : Betty |